# Catherine O'Hara
Catherine Anna O'Hara, kanadsko-ameriška igralka, komičarka in pisateljica, * 4. marec 1954, Toronto, Ontario, Kanada. 
O'Hara je za svojo igralsko kariero prejela številna priznanja, med drugim Genie Award, zlati globus, dve nagradi Ceha filmskih igralcev, dve nagradi Primetime Emmy in šest kanadskih nagrad. Leta 2018 je bila imenovana za častnico Kanadskega reda in leta 2020 je bila nagrajena z nagrado generalnega guvernerja za uprizoritvene umetnosti za življenjske dosežke. O'Hara je kot igralka prvič nastopila leta 1974 kot članica improvizacijske komedije Drugo mesto v Torontu. Prvo pomembno televizijsko vlogo je zaigrala v glavni vlogi sitcoma Coming Up Rosie (1975–1978) ob Johnu Candyju in Danu Aykroydu. Naslednje leto sta O'Hara in Candy začela delati na skicirani humoristični nanizanki Druga mestna televizija (1976–84), kjer je dobila kritično priznanje za svoje delo komične igralke in pisateljice ter za nagrado Primetime Emmy nagradila za izjemno pisanje Estradne serije leta 1981.
O'Hara je nastopila v več filmih režiserja Tima Burtona, začenši z vlogo Delie Deetz v fantazijskem komičnem filmu Beetlejuice iz leta 1988. Med drugimi vlogami, ki jih je upodobila v Burtonovih filmih, so še glasovi Sally in Shock v filmu Nočna mora pred Božičem (1993) ter Susan Frankenstein v Weird Girl v Frankenweenie (2012). O'Hara je pogosto sodelovala tudi z režiserjem in pisateljem Christopherjem Guestom, nastopala je v mockumentarnih filmih Čakanje na Guffmana (1996), Najboljša v šovu (2000), A Mighty Wind (2003) in V presojo (2006). Dobila je nagrado za najboljšo stransko igralko nacionalnega odbora za revijo in nominacijo za nagrado Independent Spirit. Leta 2000 je za kriminalistični dramski film Življenje pred tem prejela nagrado Genie za najboljšo uprizoritev igralke v glavni vlogi. Občinstvu je znana tudi po vlogi Kate McCallister, Kevinove matere, v božični komediji Sam doma (1990) in nadaljevanju Sam doma 2: Izgubljen v New Yorku (1992). 
Leta 2010 je bila O'Hara nominirana za nagrado Primetime Emmy za izjemno stransko igralko v omejeni seriji ali filmu in satelitsko nagrado za najboljšo stransko igralko - serijo, miniserijo ali televizijski film za upodobitev tete Ann v Temple Grandin, nasproti Claire Danci. Za svoje delo v televizijski seriji Schitt's Creek (2015–2020) je osvojila pet zaporednih kanadskih nagrad za najboljšo glavno igralko v humoristični seriji in si prislužila dve nominaciji za nagrado Primetime Emmy za izjemno glavno igralko v humoristični seriji in zmagala leta 2020. 
Med njenimi drugimi pomembnejšimi televizijskimi nastopi so ponavljajoče se vloge dr. Georgine Orwell v seriji Netflix A Series of Unfortunete Events in Carol Ward v Six Feet Under ter glasovi Jackie Martin v Glenn Martin, DDS, Miss Malone v The Complete Mental Misadventures, Eda Grimleyja, Kaossandre iz akademije Skylanders in Liz Larsen iz Odbora. Dvakrat je gostovala tudi v Sobotnem večeru Live in gostovala v sitcomih, raznovrstnih oddajah in pozno zvečer na televiziji.
Poročena je s filmskim producentom Bobom Welchom, s katerim ima dva sinova.